# Kennedy Chandler
Kennedy Collier Chandler (Cordova, 16 settembre 2002) è un cestista statunitense.
Chandler è considerato dai principali siti specializzati come uno dei migliori playmaker della classe 2022.

## High school
Chandler inizia a giocare con la Briarcrest Christian School di Eads, nel Tennessee, mentre era in terza media. Da matricola al liceo viene impiegato principalmente dalla panchina, aiutando la squadra a raggiungere le semifinali di Division II-AA. Nella sua seconda stagione, Chandler realizza 19,5 punti, quattro rimbalzi e 3,1 assist di media a partita, giudando Briarcrest al titolo statale DII-AA e guadagnandosi il titolo di MVP del torneo dopo aver segnato 20 punti nella vittoria per 65-54 sulla Brentwood Academy. Viene anche nominato DII-AA Tennessee Mr. Basketball. Dopo la stagione, Chandler vince la Nike Elite Youth Basketball League Peach Jam con Mokan Elite. Da junior, tiene le medie di 22,2 punti, 4,3 assist e 2,6 recuperi a partita, portando la sua squadra in finale statale (persa) e venendo nominato DII-AA Tennessee Mr. Basketball per il suo secondo anno consecutivo.
Chandler si trasferisce alla Sunrise Christian Academy a Bel Aire, Kansas per la sua stagione da senior, al fine di prepararsi al meglio per la carriera collegiale. Da senior, tiene 14,8 punti, 4,2 rimbalzi e 3,3 recuperi di media a partita, portando la sua squadra a un record di 21-4. Chandler viene selezionato per il McDonald's All-American Game e per il Nike Hoop Summit.

## NBA

### Memphis Grizzlies (2022-)
Chandler si rende eleggibile per il Draft NBA 2022 e viene selezionato dai San Antonio Spurs con la 38ª scelta del secondo giro. Immediatamente scambiato, inizia quindi la sua carriera in NBA ai Memphis Grizzlies.

## College
Considerato una recluta a 5 stelle dalla sua stagione da junior, Chandler riceve offerte da prestigiosi college, quali Florida, Arizona State e Ole Miss già durante i suoi primi due anni di liceo. Il 14 agosto 2020, Chandler accetta l'offerta dell'università del Tennessee, rifiutando Duke, Kentucky, North Carolina e Memphis.

## Nazionale
Chandler viene scelto per la partecipazione al mondiale under-19 in Lituania, svoltosi nel luglio 2021. La nazionale statunitense vince il titolo, battendo in finale la Francia di Victor Wembanyama.

## Statistiche

### NCAA
| Anno      | Squadra          | PG | PT | MP   | TC%  | 3P%  | TL%  | RP  | AP  | PRP | SP  | PP   |
| --------- | ---------------- | -- | -- | ---- | ---- | ---- | ---- | --- | --- | --- | --- | ---- |
| 2021-2022 | Tenn. Volunteers | 34 | 34 | 30,8 | 46,4 | 38,3 | 60,6 | 3,2 | 4,7 | 2,2 | 0,2 | 13,9 |
| Carriera  | Carriera         | 34 | 34 | 30,8 | 46,4 | 38,3 | 60,6 | 3,2 | 4,7 | 2,2 | 0,2 | 13,9 |

#### Massimi in carriera
- Massimo di punti: 27 vs Colorado-Boulder (4 dicembre 2021)[17]
- Massimo di rimbalzi: 8 vs Missouri (22 febbraio 2022)
- Massimo di assist: 10 (2 volte)
- Massimo di palle rubate: 7 vs Presbyterian (30 novembre 2021)
- Massimo di stoppate: 2 vs Arkansas (19 febbraio 2022)
- Massimo di minuti giocati: 41 vs Texas Tech (7 dicembre 2021)

### NBA

#### Regular season
| Anno      | Squadra           | PG | PT | MP  | TC%  | 3P%  | TL%  | RP  | AP  | PRP | SP  | PP  |
| --------- | ----------------- | -- | -- | --- | ---- | ---- | ---- | --- | --- | --- | --- | --- |
| 2022-2023 | Memphis Grizzlies | 36 | 0  | 7,8 | 42,2 | 13,3 | 46,2 | 1,1 | 1,6 | 0,3 | 0,1 | 2,2 |
| Carriera  | Carriera          | 36 | 0  | 7,8 | 42,2 | 13,3 | 46,2 | 1,1 | 1,6 | 0,3 | 0,1 | 2,2 |

#### Massimi in carriera
- Massimo di punti: 9 vs Miami Heat (5 dicembre 2022)[18]
- Massimo di rimbalzi: 6 vs Atlanta Hawks (12 dicembre 2022)
- Massimo di assist: 7 vs Atlanta Hawks (12 dicembre 2022)
- Massimo di palle rubate: 2 (2 volte)
- Massimo di stoppate: 2 vs Dallas Mavericks (22 ottobre 2022)
- Massimo di minuti giocati: 26 vs Miami Heat (5 dicembre 2022)

### G League
| Anno      | Squadra          | PG | PT | MP   | TC%  | 3P%  | TL%  | RP  | AP  | PRP | SP  | PP   |
| --------- | ---------------- | -- | -- | ---- | ---- | ---- | ---- | --- | --- | --- | --- | ---- |
| 2022-2023 | Memphis Hustle   | 12 | 12 | 29,6 | 45,3 | 24,0 | 50,0 | 3,0 | 6,2 | 1,3 | 0,3 | 15,3 |
| 2023-2024 | Long Island Nets | 49 | 38 | 27,2 | 47,7 | 36,1 | 75,8 | 3,3 | 5,1 | 1,6 | 0,3 | 13,9 |
| Carriera  | Carriera         | 61 | 50 | 27,7 | 47,2 | 32,5 | 69,0 | 3,3 | 5,3 | 1,5 | 0,3 | 14,2 |

## Palmarès

### Squadra

#### NCAA
- SEC Tournament (2022)

### Nazionale
- FIBA Under-19 World Cup (2021)

### Individuale

#### High school
- Tennessee Mr. Basketball (2019, 2020)
- Kansas Gatorade Player of the Year (2021)
- MaxPreps Kansas Player of the Year (2021)
- McDonald's All-American (2021)
- Nike Hoop Summit (2021)

#### NCAA
- All-SEC Second Team (2022)
- SEC All-Freshman Team (2022)
- SEC Tournament MVP (2022)